# 濱口優
濱口 優（はまぐち まさる、1972年〈昭和47年〉1月29日 - ）は、日本のお笑いタレント。お笑いコンビよゐこのとまどい（ツッコミ）担当。相方は有野晋哉。個人としてはフリーランスで活動しているが、よゐこ名義では松竹芸能に所属している。大阪府大阪市此花区出身。妻はタレントの南明奈。

## 略歴
有野晋哉とは中学からの同級生。高校生時代は「クリ」というあだ名で呼ばれていた。高校卒業後の1990年に有野とお笑いコンビを結成し、松竹芸能の養成所に入校。コンビ名は「有野&濱口」、「なめくぢ」を経て「よゐこ」に改名。
コンビで『ウッチャンナンチャンのウリナリ!!』（日本テレビ）や『めちゃ2イケてるッ!』（フジテレビ）に出演。『めちゃ2イケてるッ!』では壮大なドッキリをかけられる「濱口だまし」がシリーズ化し、「抜き打ちテスト」では第1回（2007年7月）、第2回（2002年10月）、第4回（2003年21月）、第5回（2004年7月）、第8回（2006年10月）、第14回（2014年3月）で最下位となった。
単独では2001年から『いきなり!黄金伝説。』（テレビ朝日）の企画「1ヶ月1万円節約生活」に出演し、素潜り漁で食材となるものを見つけるたびに叫ぶ「とったどー！」が当時の代名詞となる。
2018年5月25日にタレントの南明奈と結婚。2019年9月7日にさいたまスーパーアリーナで開催された「第29回東京ガールズコレクション 2019 AUTUMN/WINTER」では夫婦でシークレットゲストとして登場し、和装の結婚衣装でランウェイを歩いた。
2024年12月28日、年内をもって34年間所属していた松竹芸能を退所することを発表した。ただし、よゐことしては、引き続き松竹芸能所属とされている。

## 人物

### キン肉マン
『キン肉マン』好きであり、『キン肉マンII世』では「ステップマン」という超人をデザインし、本編で採用され悪行超人を応援した。ライトニング&サンダーにあっけなく2ページで破壊される。富澤たけしと長州力デザインの超人も74巻に掲載されている。
岡村隆史がMCを務めていた、インターネット番組『めちゃ×2ユルんでるッ!』の特別企画「めちゃ×2なが〜くユルんでるッ! 〜43番ロビンマスクは地球を救う!!〜」内のコーナー「早朝アイドル水泳大会」では、岡村扮する「43番ロビンマスク」と共に自身も「ラーメンかむくらマン」としてマスクを被り登場。ロビンマスクvsラーメンかむくらマンの水泳自由形対決を行った。

### はまぐちコントサークル
2011年8月27日に初開催。「サークル活動のように気軽にコントをやってみよう」という狙いで、同僚芸人を率いてライブ（松竹芸能新宿角座、松竹芸能 DAIHATSU MOVE 道頓堀角座）やテレビ（初詣!爆笑ヒットパレード、日10☆演芸パレード）でコントを披露している。
- ヴィジュアル系エア・バンド「禿夢」

サークル内の企画からヴィジュアル系のエア・バンド「禿夢」が誕生し、自身はアーティスト名"ヨシユキ"と名乗り、エア・ドラムス兼プロデューサーとしてプロ活動を展開している。
- アイドル集団「メンテナンス」

濱口本人が発起人として誕生したアイドル・プロジェクト。元「アイドリング!!!」の後継集団として発足した。アイドルの祭典『TOKYO IDOL FESTIVAL』に毎年出演するため、様々な企画を重ねるトーク番組「スナックうめ子」を共催している。

### 濱口スタイル
『内村プロデュース』の企画「他人の性格王決定戦3をプロデュース」で行われた「もしもブティックの試着室に便器があったら?」というシチュエーションコントで、濱口は下半身裸になり、便器の上に逆立ちした状態で「たーすけてー!!」と絶叫。「内Pに何かを残したかった」と満足顔の濱口をよそに、内村光良を始めとした共演者はあまりのインパクトに絶句。番組内では「濱口スタイル」と名付けられ、後に品川祐やバナナマンも濱口スタイルを敢行した。「濱口スタイル」は、DVD『内村プロデュース〜発酵紀』にに収録されている。

### 学力
『めちゃイケ』内での『抜き打ちテスト』にて、名前をローマ字で書いたが、苗字のスペルHamaguchiをHamaguche と間違い、間違ったスペルからハマグチェと言うあだ名が付いた。その後からは世間からは『おバカ芸人』としてのイメージが強くなってしまったが、実は理科は得意で2位を5回経験している。抜き打ちテストでは6回も最下位を取ってしまうが、最後の出場回ではBクラス入りとビリ争いをしない範囲にまで上り詰めたり、『平成教育委員会』では苦手教科である数学、英語が無いため優勝したこともある。

## 私生活
2018年5月25日にタレントの南明奈と結婚。相方の有野が婚姻届の証人となった。2019年9月3日に東京ディズニーシー・ホテルミラコスタで挙式・披露宴を行った。
2014年開催の和田アキ子誕生会で、濱口と南とのやりとりを見ていて双方の気持ちを察した出川哲朗が電話番号の交換を仲介したことがきっかけで南との交際が始まった。直後の2014年2月27日に交際していることを公表した上でマスコミおよび互いの事務所公認のカップルとなり、携帯電話の待ち受け画面を堂々と南の画像にするなどしていた。2018年の正月、毎年恒例にしていた東京ディズニーシーのミラコスタでのデートへ出掛ける際に南が普段はめている指輪を婚約指輪にすりかえ、見覚えのない指輪に南が不思議がっているときに言った「結婚してください」のプロポーズに、南が「よろしくお願いします」と応えて婚約が成立した。
南が一人っ子なため、婿養子になっており、本名は「南優」である。
2021年4月21日、自身のYouTubeチャンネル「おうちのまさる」で妻の第1子妊娠を夫婦で報告。6月8日にその第1子が死産となったことを公表した。
2022年7月18日、妻が第1子男児を出産したことを発表。
『夫が寝たあとに』に妻の南明奈がゲスト出演した時には濱口が子供を叱れないと語る。濱口はメッセージで「自分の行動を真似てる事もあり、叱る事が出来ない」と語る。そのため、母の南の前では叱られている事はやらないが父の濱口の前では叱られないからやってしまう。また南は子供を濱口に預けて一人で出掛けても罪悪感を持つ事に対して濱口は「甘えて良いよ」とメッセージを返している。

## 出演
濱口優個人としての出演を記載。よゐこでの出演はよゐこを参照。

### 現在の出演

#### テレビ
- ワカコさんとマサルくんのお宅は買わないの??（2022年5月 - 、テレビ朝日） - MC
- 診療中!こどもネタクリニック（NHK総合、2023年4月17日 - ）

#### ラジオ
- イマドキッ ドゥフドゥフ 90分 パート1（2021年10月 - 、MBSラジオ）
- RCFM未来空間  COCOから始めまshow・ちなちゃんれーべる〜気になるあのこと〜（2022年7月10日 - 、レインボータウンFM）松岡千夏とのダブルパーソナリティ[23]

### 過去の出演

#### バラエティ
- いきなり!黄金伝説。（テレビ朝日系列）
- もしものシミュレーションバラエティー お試しかっ!（テレビ朝日系列） - 当初はスペシャルのみに出演していたが、ゴールデン進出後は、出演回数が急増している。番組内では、ファミレスの神と言われることもある。
- Disney Time（テレビ東京系列） - 木・金曜日両方に登場。
- 東京オカン。（関西テレビ制作）
- なるほど算（フジテレビ系列）
- イツザイ→イツザイS（テレビ東京系列）
- 濱キス（2011年12月29日・2012年3月23日・4月4日 - 9月26日、テレビ朝日系列）
- キス濱ラーニング→キス濱ラーニング2→キス濱ラーニング3（2012年10月3日 - 2014年3月26日、テレビ朝日系列）
- バチバチエレキテる（2013年4月16日 - 9月17日、フジテレビ系列）
- 趣味バカ （サンテレビ）
- キス濱テレビ（2014年4月1日 - 9月23日、テレビ朝日系列）
- 新婚さんに「結婚を決めた一言」聞いてみた（2014年6月9日 - 30日、テレビ東京系列）
- 特別開校! プリパラスクール（2014年6月21日 - 28日、テレビ東京系列）
- 濱口探検隊〜おとろしや阿波妖怪伝説〜（2014年12月、四国放送・日本テレビ系列）
- なりきり!むーにゃん生きもの学園（2015年4月4日 -  2023年3月25日、NHK Eテレ） - まさるくん 役
- 濱口女子大学 〜軽トラとテントと鈴木〜（2015年7月14日 - 2021年3月27日、テレビ大阪）
- ノンストップ!（2020年3月 - 2025年3月25日、フジテレビ） - 火曜隔週レギュラー[注 6]
- 満喫!セカンドライフ（2021年4月7日 -  2023年3月22日、BS-TBS）
- 濱口優、世界の逸品を探して‼︎〜バイヤーはっしーのマニアなお買い物コレクション〜（2023年1月10日 - 1月31日、千葉テレビ） - MC[24]
- 冠番組グランプリ（2023年4月4日 - 9月26日、千葉テレビ） - MC

#### ウェブテレビ
- 今年の垢を落とすぞ!よゐこ濱口が素人娘の家を12時間ハシゴ風呂!（2016年12月30日 - 31日、AbemaPremierチャンネル）[25]
- 突撃出張占い!濱口兄弟（2016年11月23日 - 2017年1月3日、AbemaTV）[26]
- 濱口女子大学Amazonスペシャル（2017年9月8日 - 29日、Amazon Prime Video）
- ファンタ坂学園と大合唱計画（2019年7月16日 - 9月14日、AbemaTV） - MC[27]
- 風雲!たけし城（2023年4月28日、Amazon Prime Video）

#### テレビドラマ
- キャンパスノート（1996年1月12日 - 3月22日、TBS） - 石橋友則 役
- 長男の嫁2〜実家天国 第7話（1995年11月23日、TBS） - AD 役
- スマートモンスターズ（1998年1月10日 - 2月14日、テレビ朝日） - 主演・日の出二郎 役
- カミさんなんかこわくない 第9話（1998年6月7日、TBS）
- 演技者。 第8弾「14歳の国」（2003年2月11日 - 3月4日、フジテレビ） - 教師2 サタケ 役
- 新選組! 第38回（2004年9月26日、NHK大河ドラマ）- 広島藩役人 役
- リアルシスター（2007年、ミランカ） - 主演・里見仁義 役
- 死ぬかと思った Case09「声男」（2007年6月2日、日本テレビ） - 主演・雨宮二郎 役
- トミカヒーロー レスキューフォース 第11話（2008年6月14日、テレビ東京） - 夏目森博士の息子 役
- 信長のシェフ 第7話（2013年2月22日、テレビ朝日） - 黄金濱之助 役
- 三匹のおっさん2〜正義の味方、ふたたび!!〜 第2話（2015年5月1日、テレビ東京） - 鈴木博之 役
- 日曜プライム 警視庁・捜査一課長（2019年7月7日、テレビ朝日） - 千堂哲正 役
- ぼくらのショウタイム（2019年4月6日、メ〜テレ）- 濱口優（本人） 役[28]
- ワンモア（2021年4月6日 - 5月18日、メ〜テレ）- 用務員さん 役[29]
- ムショぼけ 第9話（2021年12月5日、朝日放送） - 司会者 役[30]

#### テレビアニメ
- クマのプー太郎第1話 - 第21話（1995年4月26日 - 1996年1月26日、フジテレビ） - 双子の兄弟 役
- クレヨンしんちゃんスペシャル（2006年4月14日・8月11日、テレビ朝日） - ショックちゃん 役[31]、濱口優（本人） 役[32]
- 天才? Dr.ハマックス（2007年10月6日 - 12月22日、ファミリー劇場） - 主役・Dr.ハマックス 役
- プリパラ（2014年7月5日、テレビ東京・BSジャパン） - 常連のおじさん 役
- ドラえもん（2013年8月30日、テレビ朝日） - 濱口優（本人） 役[33]
- トミカ絆合体 アースグランナー（2020年12月6日、テレビ大阪・テレビ東京） -マッハ ゴウのファンA 役、ポリスB 役

#### 教育番組
- 学ぼうBOSAI「命を守るチカラ」（2013年4月10日 - 2019年3月14日、NHK Eテレ）

#### 情報番組
- デルサタ（2016年4月9日 - 2021年3月27日、メ〜テレ） - 司会[34]
- デルサタ11（2018年4月7日 - 2020年9月26日、メ〜テレ） - 司会

#### 映画
- ぼくんち（2003年4月） - ツレちゃん 役
- 釣りバカ日誌シリーズ（2003年 - 2005年） - 海老名（ハマちゃんの部下） 役
  - 釣りバカ日誌14 お遍路大パニック!（2003年9月20日）
  - 釣りバカ日誌15 ハマちゃんに明日はない!?（2004年8月21日）
  - 釣りバカ日誌16 浜崎は今日もダメだった♪♪（2005年8月27日）
- ウルルの森の物語（2009年12月19日） - 大森拓馬 役

#### 吹き替え
- マーヴェリック - インディアンの少年 役「金曜ロードショー」版
- ラブいぬ ベンジー/はじめての冒険 - 動物管理局員 役

#### 劇場アニメ
- 銀色の髪のアギト（2006年1月7日） - カイン 役[35]
- 劇場版 七つの大罪 天空の囚われ人 - 天翼人 役[36]

#### ラジオ
- オレたちヒーロー（2003年10月 - 2004年3月、MBSラジオ）
- ヤングパーク（2004年4月 - 2005年9月、MBSラジオ）
  - ヤングパーク延長戦・トレン丼（2004年4月 - 9月）
  - ヤングパーク延長戦・2時まで生風討論（2004年10月 - 2005年3月）
  - シャカリキ!延長戦V3（2005年4月 - 9月）
- 絵本『いぬとハナマン』（2005年8月、主婦と生活社） - ISBN 978-4391131284
- 濱口アイドルチカラこぶ! (2019年4月6日 - 2020年11月21日、CBCラジオ)

#### ネット番組
- ゲームセンターDX（2015年 - 2017年、YouTube・Nintendo公式チャンネル）

#### CM
・ユニ・チャーム シルコットウェット 「気づいた瞬間」篇（2021年2月 - ） - 南明奈と夫婦で共演